# Leticia Calderón
Carmen Leticia Calderón León (Cidade do México, 15 de julho de 1968) é uma atriz mexicana. Seus pais são Mario Calderón e Carmen León. Tem três irmãos; Mario, Miguel e Alejandro.

## Biografia
Nasceu em 1968, na Cidade do México. Seus pais são Mario Calderón e Carmen León; tem três irmãos: Mario, Miguel y Alejandro. Durante sua infância ela viveu em Alvarado, Veracruz, Guaymas, La Paz e Baja California Sur. Aos 13 anos ela voltou para a Cidade do México onde estudou no colégio oficial "Amado Nervo", e em seguida, impulsionada por parentes, deslocou-se a um casting para a protagonista de Chispita. Embora Leticia não ficou com um grande papel, participou como coadjuvante e recebeu uma bolsa para o Centro de Treinamento Televisa.

## Carreira
Em 1983, com apenas 14 anos, Letícia teve sua primeira chance nas mãos dos Valentin Pimstein em Amalia Batista.
Depois vieram "Principessa", que reproduz a filha cega de Angélica Aragón, breves aparições em "Bianca Vidal" e "Monte Calvário" e sua primeira vilã em "O segredo caminho".
Em 1987 para dar vida a sua primeira protagonista em "La Indomable", com a altiva e rebelde Maria Fernanda Villalpando.
Em 1989 veio a sua segunda protagonista, "La casa al final de la calle". Uma história gótica em que trabalha com grandes atores como Héctor Bonilla e Angélica Aragón, além de ser dirigida pelo cienasta Jorge Fons. As gravações foram feitas sem o excesso de caixa e foram lançadas desde o INBA. As críticas não foram muito próximos em: Leticia tinha crescido como uma atriz, teve o impulso final e tornou-se a mais jovem melhor atriz de televisão. Começou a notar alguma coisa que os produtores, especialmente Ernesto Alonso, que lhe deu em 1990, a sua terceira protagonista em Yo compro esa mujer.
Leticia era das atrizes favoritas do Sr. Alonso em suas telenovela como a protagonista, em Yo compro esa mujer, mas também "La antorcha encendida" e "Laberintos de pasión", com que ganho o prêmio TVyNovelas como a melhor atriz.
Ernesto Alonso disse: " Ela é muito boa atriz e uma pessoa muito profissional e eu gosto de trabalhar com pessoas assim. Acho que as pessoas com talento são disciplinadas."
Em 1997, ela se afastou das novelas, no momento em que se tornou um ícone mundial em relação a telenovela Esmeralda," é o melhor romance que eu tenho visto até agora porque me fez chorar como sempre, quando nas mãos de Adrian, Graziela morre e tudo por causa das ambições de sua mãe que pensava no dinheiro e não a felicidade de sua única filha". A história da jovem cega foi um sucesso na América Latina, na Ásia e especialmente na Europa Oriental, onde os fã de Leticia Calderón reuniram multidões semelhantes às do Papa. Dizem que o romance ainda era capaz de parar por algumas horas uma guerra, e de que na Hungria foram organizadas campanhas para pagar umas operações visuais.
Leticia esteve envolvida em peças como "La Família Real", ao lado de Jacqueline Andere, e "Los árboles mueren de pie", com Ofélia Guilmáin e Juan Ferrara. Seus filmes são "Meu pequeno Anjo" com Daniela Luján e "Noche de Ronda".
Dedicada aos seus dois filhos, especialmente Luciano, que sofre de síndrome de Down, Leticia ficou afastada da televisão por de mais de 8 anos entre (2000 - 2008), fazendo aparições só em Amor real, onde teve um papel que deu muito que falar e no "remake" de Valeria y Maximiliano e em Heridas de amor.Que foi um sucesso.
Em 2008, Leticia participou na Série de episódios de "Mujeres asesinas", protagonizando o episódio "Sonia, a desalmada" ao lado de Juan Soler e Grettell Valdéz . Seu episódio abriu a série em 17 de junho de 2008, sendo o programa mais visto da história da televisão à cabo dando 17 pontos da classificação.
Em agosto de 2008, começou a gravação da telenovela En nombre del amor, versão do clássico "Cadenas de amargura", que interpreta a tia malvada na história. Letícia atuou nesta telenovela, com grandes atores como Victoria Ruffo, Arturo Peniche, César Évora, e os jovens protagonistas Sebastián Zurita e Allisson Lozano.
Em 2011 Leticia Calderon confirmou participação especial na telenovela La Fuerza del Destino, interpretando "Alicia".
Em 2012 ela regressou, para interpretar mais uma vilã, desta vez é 'Isadora', na produção de Carlos Moreno Laguillo, a telenovela Amor Bravío 
Em 2015 retoma a parceria com Carlos Moreno interpretando 'Ines' na primeira temporada de A que no me dejas
Em 2016 trabalha novamente com Carlos Moreno na série Mujeres De Negro
Em 2019 ela trabalha com o produtor Juan Osorio Ortiz na série El corazón nunca se equivoca A sequela de Mi marido tiene familia como Elsa Reynoso.
Em 2020 ela trabalha com a produtora Giselle González na telenovela Imperio de mentiras, interpretando 'Victoria', a mãe da protagonista 'Elisa' vivida por Angelique Boyer.

## Filmografia

### Televisão
| Ano  | Título                       | Personagem                        | Notas                        |
| ---- | ---------------------------- | --------------------------------- | ---------------------------- |
| 1982 | Chispita                     | María                             | Estreia na televisão         |
| 1982 | Bianca Vidal                 | Teresa                            | Participação especial        |
| 1983 | Amalia Batista               | Leticia                           | Participação                 |
| 1984 | Principessa                  | Victoria (Vicky)                  | Estrelar                     |
| 1985 | El ángel caído               | Telma                             | Coadjuvante                  |
| 1986 | Monte calvario               | Teresa Montenegro                 | Co-Protagonista              |
| 1986 | El camino secreto            | Alma Guillén                      | Supporting Role              |
| 1987 | Tal como somos               | Margarita Cisneros                | Stellar Performances         |
| 1987 | La indomable                 | María Fernanda Villalpando        | Protagonista                 |
| 1989 | La casa al final de la calle | Teresa Altamirano Najera          | Protagonista                 |
| 1990 | La hora marcada              | Lucía                             | Episódio: "El taxi"          |
| 1990 | Yo compro esa mujer          | Ana Cristina Montes de Oca        | Protagonista                 |
| 1991 | Valeria y Maximiliano        | Valeria Landero                   | Protagonista                 |
| 1993 | Entre la vida y la muerte    | Susana Trejos                     | Protagonista                 |
| 1994 | Mujer, casos de la vida real | Susana                            | Episódio: "Holocausto"       |
| 1994 | Mujer, casos de la vida real | Teresa Sánchez                    | Episódio: "Te olvidaré"      |
| 1994 | Prisionera de amor           | Consuelo Navarro                  | Stellar ´Performances        |
| 1995 | Lazos de amor                | Assistente de Silvia Pinal        | Participação Especial        |
| 1996 | La antorcha encendida        | Teresa de Muñiz                   | Protagonista                 |
| 1997 | Esmeralda                    | Esmeralda Rosales-Peñarreal       | Protagonista                 |
| 1998 | El diario de Daniela         | Leonor Monroy                     | Participação Especial        |
| 1999 | Laberintos de pasión         | Julieta Valderrama                | Protagonista                 |
| 1999 | Cuento de Navidad            | Espírito de Natal                 | Participação Especial        |
| 2003 | Amor real                    | Hanna De La Corcuera              | Episódios: 75 - 95           |
| 2006 | Heridas de amor              | Fernanda de Aragón (jovem)        | Participação Especial        |
| 2006 | Plaza Sésamo                 | Leticia "Letty"                   | Episódio: "Me da pena"       |
| 2008 | Mujeres asesinas             | Sonia Quevedo                     | Episódio: "Sonia, desalmada" |
| 2008 | En nombre del amor           | Carlota Espinoza de los Monteros  | Antagonista Principal        |
| 2010 | Cuando me enamoro            | Arquivo Fotográfico               |                              |
| 2011 | La fuerza del destino        | Alicia Villagómez                 | Episódios 1 - 5              |
| 2012 | Amor bravío                  | Isadora Santos Vda.de Lazcano     | Antagonista Principal        |
| 2015 | A que no me dejas            | Inés Urrutia de Murat             | Co-Protagonista              |
| 2016 | Mujeres de negro             | Irene Palazuelos Mondragón        | Antagonista Principal        |
| 2019 | El corazón nunca se equivoca | Elsa Reynoso Vargas de Cervantes  | Protagonista                 |
| 2020 | Soltero con hijas            | Carmina Ríos/ de Montero          | Participação Especial        |
| 2020 | Imperio de mentiras          | Victoria Robles Vda. de Cantú     | Antagonista Principal        |
| 2023 | El amor invencible           | Josefa Aizpuru Vda. de Torrenegro | Atuação Estelar              |
| 2024 | Mi amor sin tiempo           | Greta Saraldi Vda. de Uriarte     | Antagonista Principal        |

### Cinema
| Ano  | Título                                      | Personagem     | Notas       |
| ---- | ------------------------------------------- | -------------- | ----------- |
| 1992 | Noches de ronda                             | Rosita         | Filme debut |
| 1998 | Angelito mío                                | Teresa Sánchez |             |
| 2008 | Plaza Sésamo: Los monstruos feos más bellos | Lety           |             |

### Teatro
- 12 Mujeres en pugna (2009)
- Los árboles mueren de pie (2000)[6]
- La Familia Real (1995)

## Prêmios e Indicações
| Ano  | Festival                       | Categoria                            | Trabalho                  | Resultado |
| ---- | ------------------------------ | ------------------------------------ | ------------------------- | --------- |
| 1984 | Prêmio TVyNovelas              | Melhor Atriz Revelação               | Amalia Batista            | Venceu    |
| 1987 | Prêmio TVyNovelas              | Melhor Atriz Jovem                   | La indomable              | Venceu    |
| 1991 | Prêmio TVyNovelas              | Melhor atriz protagonista            | Yo compro esa mujer       | Indicada  |
| 1991 | Prêmios ACE de 1991            | Figura Feminina do Ano               | Yo compro esa mujer       | Venceu    |
| 1993 | Prêmio TVyNovelas              | Melhor Atriz Protagonista            | Valeria y Maximiliano     | Indicada  |
| 1994 | Prêmio TVyNovelas              | Melhor Atriz Protagonista            | Entre la vida y la muerte | Indicada  |
| 1997 | Prêmio TVyNovelas              | Melhor Atriz Protagonista            | La antorcha encendida     | Indicada  |
| 1998 | Prêmio ACE de Nova York        | Figura Feminina Internacional do Ano | Esmeralda                 | Venceu    |
| 1998 | Prêmio TVyNovelas              | Melhor Atriz Protagonista            | Esmeralda                 | Indicada  |
| 1998 | Prêmios Viktor (Eslovênia)     | Melhor Atriz Telenovela              | Esmeralda                 | Venceu    |
| 2000 | Prêmio TVyNovelas              | Melhor Atriz Protagonista            | Laberintos de pasión      | Venceu    |
| 2007 | Prêmio TVyNovelas              | Melhor apresentadora                 | Hoy                       | Venceu    |
| 2009 | Prêmio TVyNovelas              | 30 maiores artistas                  | Homenagem                 | Venceu    |
| 2009 | Prêmios People en Español      | Melhor vilã                          | En nombre del amor        | Venceu    |
| 2009 | Troféu Microfono de Oro        | Melhor Atriz                         | En nombre del amor        | Venceu    |
| 2010 | Prêmio TVyNovelas              | Melhor Atriz Antagônica              | En nombre del amor        | Venceu    |
| 2010 | Prêmio ACE de Nova York        | Melhor atriz                         | En nombre del amor        | Venceu    |
| 2012 | Prêmio TV Adicto Golden Awards | Melhor Atuação Especial              | La fuerza del destino     | Venceu    |
| 2012 | Prêmio Cocktail de la Moda     | Carreira Artística                   | Homenagem                 | Venceu    |
| 2012 | Prêmios People en Español      | Melhor Vilã                          | Amor bravío               | Venceu    |
| 2013 | Prêmio TVyNovelas              | Melhor Atriz Antagônica              | Amor bravío               | Venceu    |
| 2013 | Os Favoritos do Público        | Antagonista Favorita                 | Amor bravío               | Venceu    |
| 2013 | Prêmio ACE de Nova York        | Melhor Atriz Co-estelar              | Amor bravío               | Venceu    |
| 2016 | Prêmio TVyNovelas              | Melhor Atriz Protagonista            | A que no me dejas         | Venceu    |